# ウンベロプシス
ウンベロプシス (Umbelopsis) 属は、接合菌類に所属するカビの1群である。土壌生のもので、大型の胞子嚢を形成する。

## 概要
ウンベロプシスはケカビ目ウンベロプシス科に属する。小柄なカビで、菌糸体はよく発達する菌糸からなる。コロニーが褐色などに着色するのが特徴の一つ。無性生殖は基質上から伸びる胞子嚢柄の上に多胞子の胞子嚢をつけるが、単胞子のものもある。有性生殖は未知。
分類上の位置づけは長く混乱した。この名自体は当初は不完全菌として記載され、後に接合菌と見なされるようになった。しかしこれに所属するものの多くはそれ以前にクサレケカビ属のものとして記載されたものである。ただし同属の多くのものとは異質である事で節としてまとめられて、あるいはケカビ属に移されたり、独立の属としてケカビ科に含められた事もある。
現在ではクサレケカビとは類縁が遠いと見なされ、上記のような位置づけで、ケカビ目のこれ以外のすべてと姉妹群をなすとされている。

## 特徴
菌糸体はよく発達した菌糸からなる。菌糸は多核体で隔壁を欠く。コロニーの表面に一面に胞子嚢を作るので、コロニーの様子はビロード状に見え、またほとんどの種で赤褐色などに着色する。

### 無性生殖
無性生殖は胞子嚢胞子による。胞子嚢柄は、もっとも基部でのみ分枝して、そこから伸びる部分では分枝がない。胞子嚢柄は基質上の菌糸から生じて、その細胞は短いながらも仮軸状に分枝し、それぞれの先からさらに柄を伸ばす。この柄はわずかに先細りに伸び、分枝を出さない。胞子嚢に続く柄は、その基部の分枝のすぐ上と、時に胞子嚢の少し下方に隔壁を持つ。
それぞれの柄の上に胞子嚢をつける。胞子嚢は多くのものでは球形かそれに近いが、一部に細長いものをつける種がある。胞子嚢にはほとんどが多数の胞子を含むが、単胞子の種も知られる。胞子は胞子嚢の壁が崩れる事で放出される。胞子嚢には柱軸がほとんど無いか、ごく小さいものを生じる。

### 有性生殖
観察されている種はなく、全く不明。

## 生育環境
ほとんどが土壌から観察され、発見は珍しくない。培養する場合も、普通の培地で容易に成長し、よく胞子形成する。

## 研究史
この属は、分類上の位置付けの変遷が複雑である。
最初にこの属は不完全菌の新属新種 Umbelopsis versiformis として記載された。この時の記載では、このカビは菌糸上の膨張部から細い柄を伸ばし、その先に丸い分生子を着ける、というものであった。しかし1982年にvon Arxはこれを接合菌と判断し、ケカビ科かあるいはエダケカビ科に類縁のあるものとの判断を示した。
他方で、現在この属に含まれているもののある部分は、元来はクサレケカビ属と見なされていたものである。クサレケカビは先細りになった柄の先端に胞子嚢を着け、多くの場合多数の胞子をその中に形成する。その点でケカビに似ているが、大きな違いとして柱軸を欠く、という特徴がある。それ以外の特徴として、気中菌糸を出し、胞子嚢をそこから出すこと、平らに広がり、鱗状のパターンを見せるコロニー、まばらにしか形成されない胞子嚢柄、ほとんどが無色であることなどの特徴がある。ところが、この属の一部に気中菌糸をほとんど出さず、胞子嚢柄を基質上の菌糸から出し、コロニーがビロード状を呈して褐色系に色づくなどの特徴を持つ群があった。また、これらにはごく小さな柱軸を持つものもあった。そこで、これらを同属の他のものとは区別することが試みられた。Linnnemannはこれを sect. isabellina　という節として分けた。が、さらにGamsはこれらを亜属としてMicromucorの名を与え、これらがむしろケカビ科に近い感があってどちらに属させるべきか判断しかねるとの見解を出した。
これに対してvon Arxは1982年にこの群をケカビ科に含め、そこでMicromucorを属に昇格させると共に、その一部をUmbelopsisに移した。これは胞子嚢柄の分枝の様式によってこの2属を区別すべきと判断したものだが、Yipはこれを検討して、U. isabellinaでは両方の型が同時に見られることがある点を指摘して区別は不要と判断した。彼はこの属に新たな種を追加すると共に4年前に自分がクサレケカビ属の新種として記載したものをこの属に移動して見せた。それ以降も何種かがこの属の新種として記載されている。

## 分類上の位置づけ
上記のように、これに含まれる種の多くはクサレケカビ属の元に記載された。この属はケカビと同じ大きい胞子嚢を持つが、柱軸を持たない点で大きく異なる。これ以外の大きい胞子嚢を形成する接合菌では柱軸があるのが普通であるから、この点でやや縁が遠いとの判断があった。これは、この属のもので知られている有性生殖の構造が接合胞子嚢ではあるが、ケカビ類とはかなり異なる特徴を持つことからも判断されたところでもある。
そういった中で、この属の中のでよりケカビに近い姿と考えられたのがこの群である。Micromucorという名は、当然ケカビ属Mucorを意識しているし、ケカビ科に含めた扱いは、ケカビ科のものがたまたまクサレケカビに似た形になったという判断と見られる。しかしクサレケカビをケカビ目から外す判断はなかったから、まとめるとケカビもクサレケカビもケカビ目の範疇であるが科を異にしており、ウンベロプシスはそのどちらかに近いか、あるいは中間的なものか、といったところであったはずである。この線に沿っての生化学的な検討もなされた。
ところが、分子系統の情報が集約されると、これが完全に覆ることになった。まずクサレケカビ類がケカビ目の外に出た。これは新たにクサレケカビ目として独立することになる。それに対してウンベロプシスはケカビ目に残った。しかし、その位置はケカビ属の近くではなく、非常に多様な構造や生態を持ち、それまで幾つもの科に分類されていたものを含めたケカビ目のものすべてに対して、この属が姉妹群の位置にあったのである。そのため、これをウンベロプシス科として独立させることとなった。この科には他に属はない。

## 下位分類
2010年時点でこの属に記載されている種は13種ある。
日本では 椿他 (1978) にはU. rammaniana のみが掲載されているが、もう1種（この書では変種扱い）についても言及がある。他にWatanabe et al. (2001)が 2種を、Sugiyama et al. (2003) が1新種を記録している。
代表的なものを挙げる。
- U. rammaniana：高さ0.5mmくらいまで。明確な柱軸を形成する。日本では森林土壌に広く見られる。
- U. angularis：前種の変種とされていたことがある。胞子の形が異なる。日本から記録がある。
- U. gibberispora：前種に似るが、胞子に付属物がある。日本から記録がある。
- U. vinacea：
- U. nana：背丈0,05mm程度の小型種。胞子嚢は単胞子。コロニーは着色しない。日本から記録がある。
- U. isabellina：コロニーは灰色がかる。
- U. ovata：背丈は0.1mmほど、胞子嚢が楕円形をしている。